# Cochituate (Massachusetts)
Cochituate es un lugar designado por el censo ubicado en el condado de Middlesex en el estado estadounidense de Massachusetts. En el Censo de 2010 tenía una población de 6.569 habitantes y una densidad poblacional de 609,25 personas por km².

## Geografía
Cochituate se encuentra ubicado en las coordenadas 42°19′40″N 71°21′8″O / 42.32778, -71.35222. Según la Oficina del Censo de los Estados Unidos, Cochituate tiene una superficie total de 10.78 km², de la cual 9.87 km² corresponden a tierra firme y (8.48%) 0.91 km² es agua.

## Demografía
Según el censo de 2010, había 6.569 personas residiendo en Cochituate. La densidad de población era de 609,25 hab./km². De los 6.569 habitantes, Cochituate estaba compuesto por el 85.45% blancos, el 1.1% eran afroamericanos, el 0.05% eran amerindios, el 11.4% eran asiáticos, el 0.03% eran isleños del Pacífico, el 0.44% eran de otras razas y el 1.54% pertenecían a dos o más razas. Del total de la población el 2.51% eran hispanos o latinos de cualquier raza.